# Rabo-de-arraia
La rabo-de-arraia (« queue de raie », en portugais), également appelée meia-lua solta (« demi-lune relâchée »), est un coup de pied rotatif propre à la capoeira qui consiste à pivoter sur soi-même en penchant le corps sur la jambe d'appui pour frapper l'adversaire avec un mouvement circulaire complet.
La rabo-de-arraia est en fait une meia-lua de compasso sans poser les mains au sol, mais certains groupes traditionnels de capoeira utilise ce nom pour ce coup de pied (la meia-lua de compasso). C'est un coup de pied très utilisé et caractéristique de la capoeira, notamment en raison de son efficacité, du peu de risque qu'il comporte et du fait qu'il peut être également utilisé pour esquiver ou contrer des attaques.

## Technique
- Placer une jambe devant soi, en direction de l'adversaire (sans lui tourner le dos, comme beaucoup de gens le font).
- La jambe de devant doit être pliée et le pied doit être posé à plat.
- La jambe de derrière doit être tendue.
- Garder l'adversaire en vue en regardant entre les jambes ou par-dessus le bassin.
- Pivoter le corps en gardant au maximum la jambe tendue contre le buste.
- Relâcher la jambe tendue vers l'arrière en maintenant les orteils orientés vers soi (frapper avec le talon).